# A&W Restaurants
A&W Restaurants, Inc. — первая в мире сеть ресторанов быстрого питания, известная своим фирменным корневым пивом и коктейлем «Поплавок».
A&W — первая успешная компания, созданная по франшизе. Она появилась в 1919 году в Калифорнии.

## Название компании и её основание

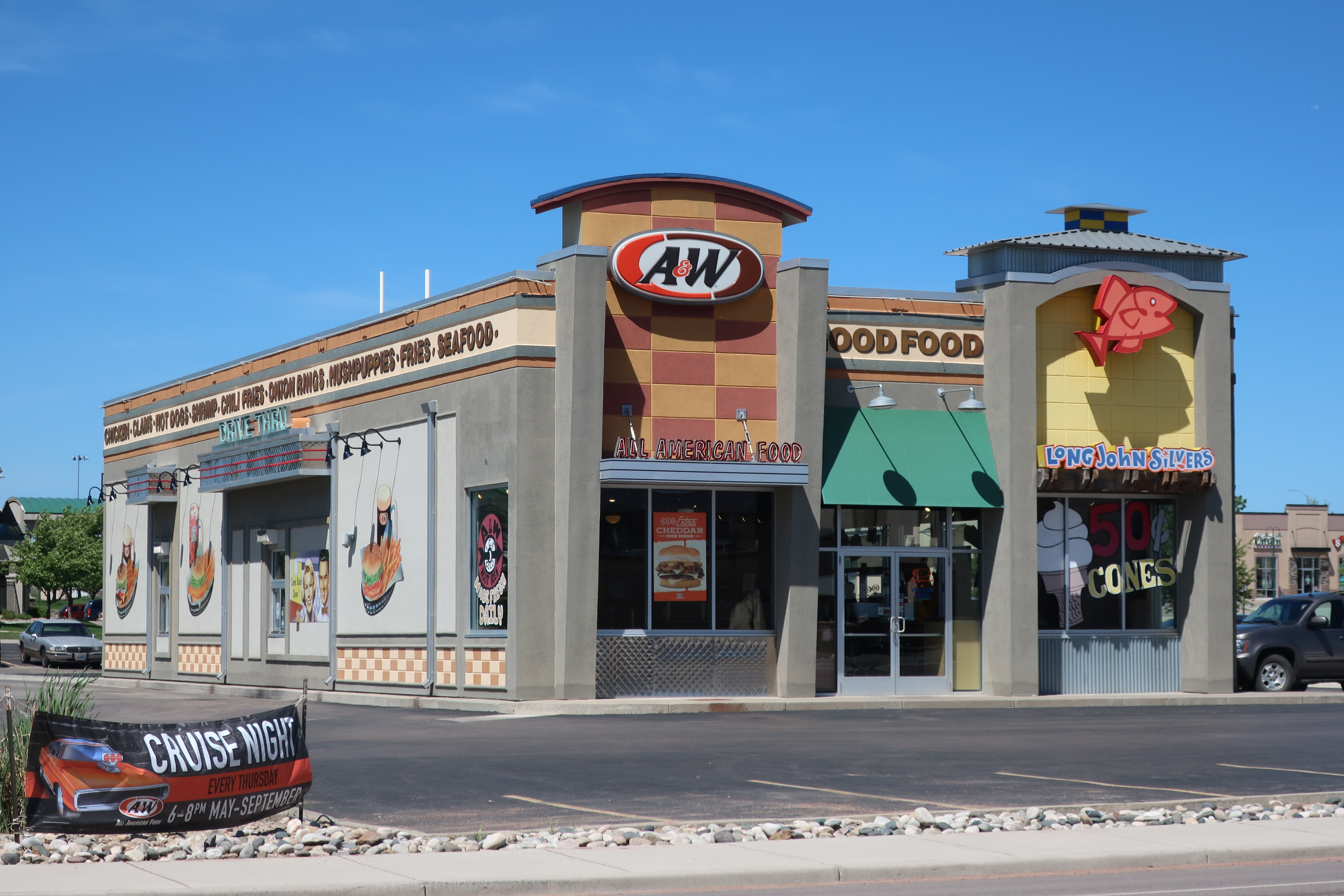
Ресторан A&W, объединённый с кафе Long John Silver. Штат Вайоминг

Название компании происходит от первых букв фамилий её создателей: партнеров Роя У. Аллена (Roy W. Allen) и Фрэнка Райта (Frank Wright).
20 июня 1919 года в городке Лоди, штат Калифорния, Аллен открыл первый ресторан, где продавал пиво. Четыре года спустя Аллен уже вместе с Фрэнком Райтом открыл второй ресторан в Сакраменто, столице Калифорнии, который и назвал A&W.
Аллен продал компанию в 1950 году и ушел на пенсию.

## Компании, которые приобрели A&W
В 1967 году компанию купила United Fruit Company, три года спустя её приобрела United Brand Company. В 2002 году компанию приобрело объединение Yum! Brands. В 2011 году компания была продана обратно франчайзерам (Great American Brand LLC).
Штаб-квартира ресторанов сейчас находится в Лексингтоне, штат Кентукки. Генеральным директором A&W с 2011 года является Кевин Базнер.
Рестораны A&W часто объединяются с другими ресторанами быстрого питания, такими как Long John Silver's
, Pizza Hut, Taco Bell или KFC.

## Символы и талисманы

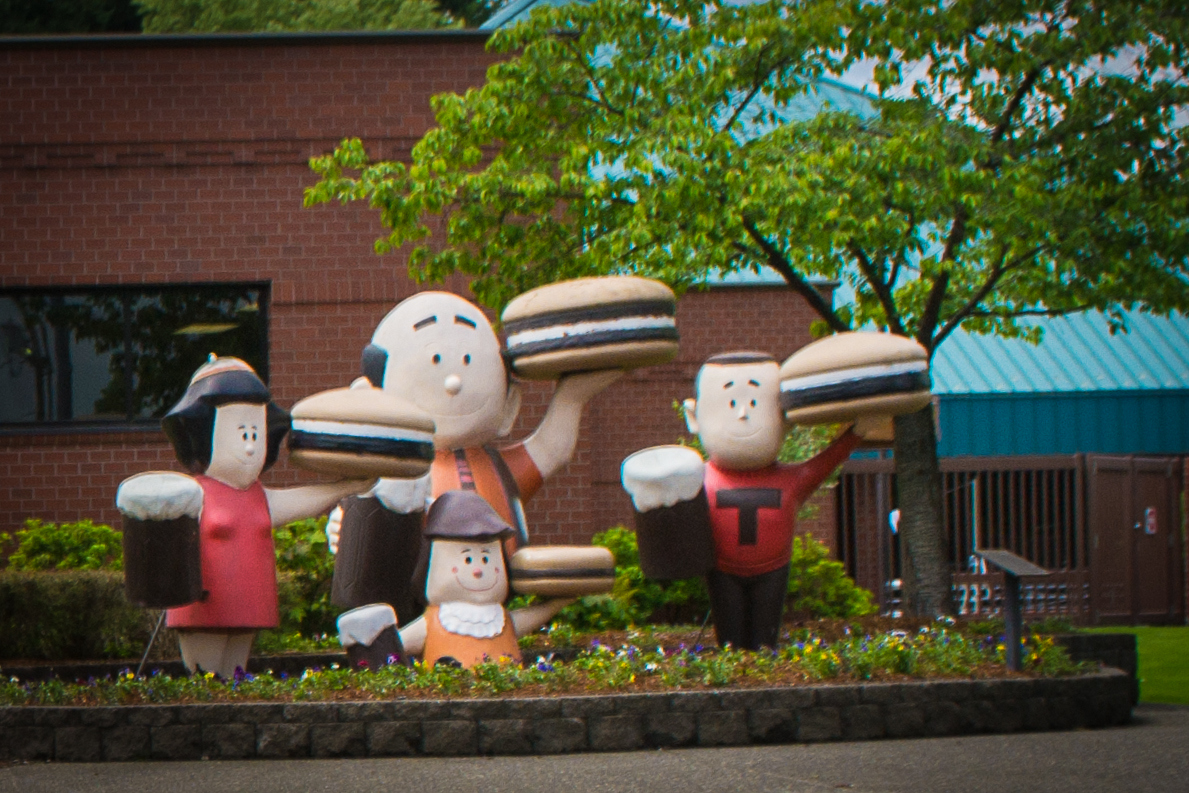
Семья Бургеров рекламирует ресторан A&W. Город Хиллсборо, штат Орегон

Символом A&W считается медведь Рути, ещё позже (в 1960) появился цыплёнок Чабби Чикен.
В 1963 году в A&W появились 4 бургера, отличающихся размерами: Папа Бургер, Мама Бургер, Подросток Бургер и Малыш Бургер. Каждый бургер имел упаковку с изображением одного соответствующего названию бургера персонажа.
Слоган ресторанов — «Вся американская еда!» (All American food!).

## Меню, популярность ресторанов
В меню A&W также присутствуют гамбургеры, картофель фри, хот-доги и другие блюда быстрого приготовления. Рестораны A&W распространены во всей территории Соединенных Штатов. Рестораны A&W существуют в Канаде с 1956 года (тогда открылись кафе в Виннипеге и Монреале), но с 1972 года они принадлежат другой компании — Unilever.

## Распространение за пределами США
В 1963 году A&W появились в Японии. В последующие годы сеть распространилась на Филиппинах и в Малайзии. В Сингапуре рестораны A&W отсутствовали 16 лет с 2003 года и заново появились в апреле 2019 года.
В 2010 году два ресторана A&W открылись в Бангладеш (один — в Дханмонди и другой — в Гульшане).

## Новые блюда
В октябре 2013 года A&W открыли новый ресторан свежей еды — A&W Burgers Chicken Floats.
В начале 2013 года в меню A&W появились десерты. Летом следующего года A&W стали готовить блюда из курицы. В апреле 2014 года в меню была добавлена ограниченная серия приготовленных в панировке куриных сэндвичей — Texas Toast Sandwich. В июне 2014 года в A&W добавили два новых десерта: Sour Patch Kids и Nutter Butter.
Летом 2015 года возле ресторанов появились столики для пикников.

## Количество ресторанов
По состоянию на 2017 год в мире насчитывается около 1000 ресторанов A&W, из которых 600 — в США.
В июне 2019 года A&W стала первой сетью ресторанов быстрого питания, которой исполнилось 100 лет.